# Tp2
Tp2 – polskie oznaczenie parowozu towarowego pruskiej serii G7².

## Historia
W latach 1895–1912 wyprodukowano około 1650 pruskich maszyn tej serii. Na niemieckich kolejach po I wojnie światowej (DRG) były oznaczone jako seria (Baureihe) 557-14. Po odzyskaniu niepodległości PKP przejęły 295 maszyn pruskiej serii G7². Po zakończeniu II wojny światowej polskie koleje posiadały jeszcze około 80 maszyn tego typu. Tp2-34 do dzisiaj można oglądać w Muzeum Przemysłu i Kolejnictwa w Jaworzynie Śląskiej.

## Dane techniczne[3]
- pojemność skrzyni na wodę – 12,0 m³
- pojemność skrzyni na węgiel – 7,0 t

## Niektóre właściwości trakcyjne
W przypadku tego parowozu niemal cała siła pociągowa cylindrowa mogła być wykorzystywana do rozruchu maszyny. Maksymalna siła pociągowa przy rozruchu wynosiła prawie 11 000 kG. Parowóz mógł na torze poziomym ciągnąć składy towarowe ładowne o masie 1100 ton z prędkością 45 km/h, ale już na wzniesieniu 14‰ tylko 130 ton z tą samą prędkością.